# Lista de vereadores de Salvador
Este anexo contém a lista de vereadores da Cidade de Salvador dividida em cada legislatura:
- 1ª legislatura
- 2ª legislatura
- 3ª legislatura
- 4ª legislatura
- 5ª legislatura
- 6ª legislatura
- 7ª legislatura
- 8ª legislatura
- 9ª legislatura
- 10ª legislatura
- 11ª legislatura
- 12ª legislatura
- 13ª legislatura
- 14ª legislatura
- 15ª legislatura
- 16ª legislatura
- 17ª legislatura
- 18ª legislatura